# Podręcznik wojownika światła
Podręcznik wojownika światła (oryg. Manual do guerreiro da luz) - zbiór krótkich przypowiastek, publikowanych w latach 1993–1996 w dzienniku A Folha de São Paulo autorstwa Paulo Coelho. Książka została wydana w oryginale w roku 1997, po polsku w 2000.